# Paradowane
Paradowane is een bestuurslaag in het regentschap Bima van de provincie West-Nusa Tenggara, Indonesië. Paradowane telt 2733 inwoners (volkstelling 2010).